# Liste des châteaux du Lot
Cet article recense de manière non exhaustive les châteaux (de défense ou d'agrément), maisons fortes, mottes castrales, situés dans le département français du Lot. Il est fait état des inscriptions et classements au titre des monuments historiques.

## Liste
| Icône            | Signification    | Abréviations             | Abréviations                  | Abréviations             | Abréviations           |
| ---------------- | ---------------- | ------------------------ | ----------------------------- | ------------------------ | ---------------------- |
| Château fort     | Château fort     | = Bastide                | = Ferme fortifiée             | = Maison forte           | = (Néo-)Palladianisme  |
| Renaissance      | Renaissance      | = Château gascon         | = Folie (montpelliéraine)     | = Manoir, Gentilhommière | = Résidence épiscopale |
| Domaine viticole | Domaine viticole | = Classicisme, classique | = Forteresse, fort(ification) | = Maison (noble)         | = Style Beaux-Arts     |
| Palais           | Palais           | = Commanderie            | = Gothique (flamboyant)       | = Néo-baroque            | = Style Second Empire  |
| Ruine ou disparu | Ruine, disparu   | = Château pinardier      | = Hôtel particulier           | = Néo-classique          | = Style italianisant   |
|                  |                  | = Demeure seigneuriale   | ... = Style Louis XII...XVI   | = Néo-gothique           | = Style troubadour     |
|                  |                  | = Éclectisme             | = Logis (seigneurial)         | = Néo-Renaissance        | = Villa (de Nice)      |
| Baroque, rococo  | Baroque, rococo  | = Édifice religieux      | = Motte castrale/féodale      | = Pavillon de chasse     | = Styles du XXe siècle |

| Type                                           | Château                                        | Commune                          | Protection | Notes                                             | Coordonnées                 | Illustration |
| ---------------------------------------------- | ---------------------------------------------- | -------------------------------- | --- | ------------------------------------------------- | --------------------------- | ------------ |
| Forteresse, fort(ification) · Ruine ou disparu | Château des Anglais                            | Autoire                          | Inscrit MH (1925) · Notice no PA00094971                                                                        | XIe et XIIe siècles                               | 44° 50′ 50″ N, 1° 48′ 50″ E |              |
| Forteresse, fort(ification) · Ruine ou disparu | Château des Anglais                            | Bouziès                          | | Moyen Âge                                         | 44° 29′ 12″ N, 1° 38′ 32″ E |              |
| Forteresse, fort(ification) · Ruine ou disparu | Château des Anglais                            | Brengues                         | Inscrit MH (1925) · Notice no PA00094990                                                                        | XIe et XIVe siècles                               | 44° 35′ 10″ N, 1° 49′ 54″ E |              |
| Renaissance                                    | Château d'Assier                               | Assier                           | Classé MH (1901) · Inscrit MH (2001, 2005) · Notice no PA00094967 · Notice no PA46000024 · Notice no PA46000037 | XVIe siècle                                       | 44° 40′ 16″ N, 1° 52′ 43″ E |              |
| Château fort · Ruine ou disparu                | Château d'Aujols                               | Aujols                           | Inscrit MH (1929) · Notice no PA00094970                                                                        | XIIIe siècle                                      | 44° 24′ 06″ N, 1° 33′ 10″ E |              |
| Renaissance                                    | Château d'Aynac                                | Aynac                            | Classé MH (1988) · Notice no PA00094975                                                                         | XVIe et XVIIe siècles, XIXe siècle                | 44° 46′ 47″ N, 1° 51′ 02″ E |              |
| Château fort · Renaissance                     | Château de Balène (Hôtel de Balène)            | Figeac                           | Inscrit MH (1991) · Notice no PA00095297                                                                        | XIVe et XVe siècles                               | 44° 36′ 27″ N, 2° 01′ 59″ E |              |
| Maison forte                                   | Château de Bar                                 | Puy-l'Évêque                     | | Moyen Âge, XVIe et XVIIIe siècles                 | 44° 30′ 19″ N, 1° 07′ 30″ E |              |
| Maison forte                                   | Château Beauregard                             | Puy-l'Évêque                     | | Moyen Âge                                         | 44° 30′ 11″ N, 1° 08′ 13″ E |              |
| Château fort                                   | Château de Béduer                              | Béduer                           | Inscrit MH (1973) · Notice no PA00094981                                                                        | XIIIe et XVIIe siècles                            | 44° 34′ 48″ N, 1° 57′ 09″ E |              |
| Château fort · Néo-gothique                    | Château de Belcastel                           | Lacave                           | Site inscrit (1954) · Notice no IA46101461                                                                      | XVe et XVIe siècles, XIXe siècle                  | 44° 50′ 45″ N, 1° 33′ 06″ E |              |
| Style Second Empire                            | Château de la Blainie                          | Albas                            | | XIXe siècle                                       | 44° 28′ 10″ N, 1° 14′ 13″ E |              |
| Château fort · Renaissance                     | Château Blanat (Château vieux de Saint-Michel) | Saint-Michel-de-Bannières        | Notice no IA46100784 Notice no IA46100731                                                                       | Moyen Âge                                         | 44° 58′ 16″ N, 1° 41′ 16″ E |              |
| Château fort · Renaissance                     | Château du Bousquet                            | Arcambal                         | Inscrit MH (1979) · Notice no PA00094964                                                                        | XIIIe et XVe siècles, XVIe et XVIIe siècles       | 44° 27′ 22″ N, 1° 30′ 33″ E |              |
| Renaissance                                    | Château Boutier                                | Duravel                          | Inscrit MH (1991) · Notice no PA00095305                                                                        | XVIe et XVIIe siècles, XIXe siècle                | 44° 30′ 58″ N, 1° 04′ 48″ E |              |
| Château fort · Néo-Renaissance                 | Château les Bouysses                           | Mercuès                          | Inscrit MH (1989) · Notice no PA00095292                                                                        | XIIIe et XIXe siècles                             | 44° 29′ 08″ N, 1° 23′ 00″ E |              |
|                                                | Château Bovila                                 | Puy-l'Évêque                     | | Rue Bovila                                        |                             |              |
| Renaissance · Classicisme, classique           | Château de Briance                             | Saint-Denis-lès-Martel (Briance) | Notice no IA46100776                                                                                            | XVIe et XVIIe siècles, XVIIIe et XIXe siècles     | 44° 55′ 15″ N, 1° 38′ 18″ E |              |
| Classicisme, classique                         | Château de Busqueilles                         | Autoire                          | Inscrit MH (1991) · Notice no PA00095301                                                                        | XVIIe siècle                                      | 44° 51′ 13″ N, 1° 49′ 18″ E |              |
|                                                | Château de Cabrerets                           | Cabrerets                        | Classé MH (1996) · Notice no PA00094991                                                                         |                                                   |                             |              |
|                                                | Château de Cadrieu                             | Cadrieu                          | |                                                   |                             |              |
|                                                | Château de Caïx (de Cayx)                      | Luzech                           | |                                                   | 44° 29′ 26″ N, 1° 18′ 20″ E |              |
|                                                | Château de Calamane                            | Calamane                         | |                                                   |                             |              |
|                                                | Château de Camy                                | Luzech                           | |                                                   |                             |              |
|                                                | Château de Capdenac                            | Capdenac                         | |                                                   |                             |              |
|                                                | Château de Castelnau-Bretenoux                 | Prudhomat                        | |                                                   |                             |              |
|                                                | Château de Castelnau-Montratier                | Castelnau-Montratier             | |                                                   |                             |              |
|                                                | Château de Cavagnac                            | Cavagnac                         | |                                                   |                             |              |
| Château fort · Domaine viticole                | Château du Cayrou                              | Puy-l'Évêque                     | | Moyen Âge, XVIe siècle                            | 44° 28′ 50″ N, 1° 08′ 42″ E |              |
|                                                | Castrum de Cazals                              | Cazals                           | |                                                   |                             |              |
| Renaissance                                    | Château de Ceint-d'Eau                         | Figeac                           | Inscrit MH (1925) · Notice no PA00095072                                                                        | XVIe et XVIIIe siècles                            | 44° 35′ 45″ N, 1° 59′ 31″ E |              |
|                                                | Château de Cénevières                          | Cénevières                       | |                                                   |                             |              |
|                                                | Château de Chambert                            | Floressas                        | |                                                   | 44° 26′ 55″ N, 1° 07′ 56″ E |              |
|                                                | Château de Charry                              | Montcuq                          | |                                                   |                             |              |
| Château fort · Renaissance                     | Château de Chausseneige                        | Cressensac-Sarrazac              | Notice no IA46100833                                                                                            | Moyen Âge, XVIe et XIXe siècles                   | 45° 02′ 02″ N, 1° 31′ 49″ E |              |
|                                                | Château de Cieurac                             | Cieurac                          | |                                                   |                             |              |
|                                                | Château de Clermont                            | Concorès                         | |                                                   |                             |              |
| Château fort · Ruine ou disparu                | Château du Co-seigneur                         | Bélaye                           | | Moyen Âge                                         | 44° 27′ 56″ N, 1° 11′ 26″ E |              |
|                                                | Château de Condat                              | Bouziès                          | |                                                   |                             |              |
|                                                | Château de La Coste                            | Grézels                          | |                                                   |                             |              |
|                                                | Château de Costeraste                          | Gourdon                          | |                                                   |                             |              |
|                                                | Château de Couanac                             | Varaire                          | |                                                   |                             |              |
| Château fort · Renaissance                     | Château de Cousserans                          | Bélaye                           | Inscrit MH (1974) · Notice no PA00094982 · Notice no IA46101506                                                 | XVe siècle                                        | 44° 26′ 50″ N, 1° 12′ 35″ E |              |
|                                                | Château de Crabillé                            | Montgesty                        | |                                                   |                             |              |
| Château fort · Renaissance                     | Château de Cressansac                          | Cressensac-Sarrazac (Terzac)     | Notice no IA46100832                                                                                            | Moyen Âge, XVIe siècle                            | 45° 01′ 05″ N, 1° 29′ 19″ E |              |
| Château fort · Renaissance                     | Château vieux de Creysse                       | Creysse                          | | Moyen Âge, XVIe siècle                            | 44° 53′ 08″ N, 1° 35′ 48″ E |              |
| Classicisme, classique                         | Château neuf de Creysse                        | Creysse                          | | XVIIIe siècle, mairie                             | 44° 53′ 09″ N, 1° 35′ 47″ E |              |
| Château fort · Classicisme, classique          | Château de Croze                               | Cressensac-Sarrazac              | Inscrit MH (1999) · Notice no PA46000018 · Notice no IA46100818                                                 | Moyen Âge, XVIIIe et XIXe siècles                 | 45° 00′ 52″ N, 1° 36′ 31″ E |              |
|                                                | Château de La Devie                            | Belmontet                        | |                                                   |                             |              |
|                                                | Château des Doyens                             | Carennac                         | | [ 1 ]                                             |                             |              |
| Château fort · Ruine ou disparu                | Château de l'Évêque                            | Bélaye                           | | Moyen Âge                                         | 44° 27′ 58″ N, 1° 11′ 43″ E |              |
| Château fort · Ruine ou disparu                | Château de l'Évêque                            | Puy-l'Évêque                     | | Moyen Âge, donjon et rez-de-chaussée de la mairie | 44° 30′ 15″ N, 1° 08′ 13″ E |              |
|                                                | Château de Ferrières                           | Sérignac                         | |                                                   |                             |              |
|                                                | Tour de Floirac                                | Floirac                          | |                                                   |                             |              |
| Château fort · Renaissance                     | Château de Floiras                             | Bélaye                           | Notice no IA46103002                                                                                            | Moyen Âge, XVIe et XVIIe siècles, XIXe siècle     | 44° 28′ 20″ N, 1° 12′ 12″ E |              |
|                                                | Château de Fontauda                            | Montcuq                          | |                                                   |                             |              |
| Manoir, gentilhommière                         | Manoir de Friat                                | Strenquels (Friat)               | Notice no IA46100756                                                                                            | Moyen Âge, XVIIe siècle                           | 44° 58′ 56″ N, 1° 37′ 09″ E |              |
|                                                | Château de Geniez                              | Sauliac-sur-Célé                 | |                                                   |                             |              |
|                                                | Château de Grugnac                             | Sousceyrac                       | |                                                   |                             |              |
|                                                | Tour de l'Horloge                              | Cardaillac                       | |                                                   |                             |              |
|                                                | Château des Junies                             | Junies                           | |                                                   |                             |              |
|                                                | Château de Labastide                           | Beauregard                       | |                                                   |                             |              |
|                                                | Château de Labastide-Murat                     | Labastide-Murat                  | Notice no PA00095306                                                                                            |                                                   | 44° 38′ 30″ N, 1° 33′ 44″ E |              |
| Renaissance                                    | Château de Laborie                             | Laval-de-Cère                    | Notice no IA46100296                                                                                            | XVIe et XVIIe siècles                             | 44° 57′ 03″ N, 1° 56′ 36″ E |              |
|                                                | Château de Lacapelle-Marival                   | Lacapelle-Marival                | |                                                   |                             |              |
|                                                | Château de Lacoste                             | Salviac                          | |                                                   |                             |              |
| Néo-classique                                  | Château de Lagarrigue                          | Strenquels (Lagarrigue)          | Notice no IA46100760                                                                                            | XIXe siècle                                       | 44° 58′ 43″ N, 1° 38′ 24″ E |              |
|                                                | Château Lagrézette (de la Grézette)            | Caillac                          | |                                                   |                             |              |
| Château fort · Renaissance                     | Château de Lalande                             | Bélaye                           | Notice no IA46101508                                                                                            | XIVe et XVe siècles, XVIe siècle                  | 44° 26′ 55″ N, 1° 09′ 55″ E |              |
| Château fort                                   | Château de Langlade                            | Strenquels                       | Notice no IA46100761                                                                                            | XVe et XXe siècles                                | 44° 58′ 35″ N, 1° 38′ 32″ E |              |
| Maison forte                                   | Château de Lantis                              | Dégagnac                         | | 1625                                              | 44° 40′ 33″ N, 1° 19′ 09″ E |              |
|                                                | Château de Larnagol                            | Larnagol                         | |                                                   |                             |              |
|                                                | Tour de péage de Laroque-des-Arcs              | Laroque-des-Arcs                 | |                                                   |                             |              |
| Château fort                                   | Château de Larroque-Toirac                     | Larroque-Toirac                  | Classé MH (1995) · Notice no PA00095129 · Notice no IA46101480                                                  | XIIIe et XVe siècles, XVIe et XVIIe siècles       | 44° 31′ 17″ N, 1° 56′ 23″ E |              |
|                                                | Château de Lastours                            | Sainte-Croix                     | |                                                   |                             |              |
| Manoir, gentilhommière                         | Manoir de Laval-de-Cère                        | Laval-de-Cère (Le Bourg)         | Notice no IA46105725                                                                                            | XVe siècle, mairie et bureau de poste             | 44° 57′ 12″ N, 1° 56′ 12″ E |              |
|                                                | Château de Lavercantière                       | Lavercantière                    | |                                                   |                             |              |
|                                                | Château de Limargue                            | Autoire                          | |                                                   |                             |              |
| Château fort                                   | Château de Loubressac                          | Loubressac                       | Notice no IA46100591                                                                                            | Moyen Âge, XVIe siècle                            | 44° 52′ 19″ N, 1° 48′ 18″ E |              |
| Manoir, gentilhommière                         | Manoir de Loubressac                           | Loubressac (Gamot)               | Notice no IA46100601                                                                                            | XVIIe et XVIIIe siècles                           | 44° 53′ 09″ N, 1° 48′ 32″ E |              |
|                                                | Château de Lunegarde                           | Lunegarde                        | Inscrit MH (1991) · Notice no PA00095308                                                                        |                                                   | 44° 41′ 25″ N, 1° 41′ 10″ E |              |
|                                                | Château de Luzech                              | Luzech                           | |                                                   |                             |              |
| Château fort · Ruine ou disparu                | Château de Lychairie                           | Puy-l'Évêque                     | | Moyen Âge                                         | 44° 30′ 13″ N, 1° 08′ 15″ E |              |
|                                                | Château de Marcillac                           | Saint-Cyprien                    | |                                                   |                             |              |
|                                                | Château de Masclat                             | Masclat                          | |                                                   |                             |              |
| Manoir, gentilhommière                         | Manoir de Matau                                | Laval-de-Cère (Matau)            | Notice no IA46100468                                                                                            | XVIIe siècle                                      | 44° 56′ 28″ N, 1° 57′ 04″ E |              |
|                                                | Château de Mayrac                              | Mayrac                           | |                                                   |                             |              |
| Maison forte                                   | Château du Méouré                              | Puy-l'Évêque                     | | XIIIe siècle                                      |                             |              |
|                                                | Château de Mercuès                             | Mercuès                          | |                                                   |                             |              |
|                                                | Tour médiévale de Mescalprès                   | Saint-Martin-le-Redon            | |                                                   |                             |              |
|                                                | Château de Montal                              | Saint-Jean-Lespinasse            | |                                                   |                             |              |
|                                                | Château de Montbrun                            | Montbrun                         | |                                                   |                             |              |
|                                                | Château de Montcléra                           | Montcléra                        | |                                                   |                             |              |
|                                                | Tour de Montcuq                                | Montcuq                          | |                                                   |                             |              |
|                                                | Château de Nadaillac-de-Rouge                  | Nadaillac-de-Rouge               | |                                                   |                             |              |
|                                                | Castrum d'Orgueil                              | Mauroux                          | |                                                   |                             |              |
|                                                | Château de la Pannonie                         | Couzou                           | |                                                   |                             |              |
|                                                | Château de Pechrigal                           | Saint-Clair                      | |                                                   |                             |              |
|                                                | Castrum de Pestillac                           | Montcabrier                      | |                                                   |                             |              |
|                                                | Château de Pleysse                             | Montcuq                          | |                                                   |                             |              |
| Classicisme, classique                         | Château de Presque                             | Saint-Médard-de-Presque          | Notice no IA46100603                                                                                            | XVIIe et XVIIIe siècles                           | 44° 51′ 10″ N, 1° 50′ 31″ E |              |
|                                                | Château de Puy-Launay                          | Linac                            | |                                                   |                             |              |
|                                                | Château de la Rauze                            | Le Bourg                         | |                                                   |                             |              |
| Manoir, gentilhommière                         | Manoir de Rieuzal                              | Loubressac                       | |                                                   | 44° 53′ 25″ N, 1° 46′ 56″ E |              |
|                                                | Château du Roc                                 | Fons                             | |                                                   |                             |              |
|                                                | Château de Rocamadour                          | Rocamadour                       | |                                                   |                             |              |
|                                                | Château de Roussillon                          | Saint-Pierre-Lafeuille           | |                                                   |                             |              |
|                                                | Château de Saignes                             | Saignes                          | |                                                   |                             |              |
| Château fort · Ruine ou disparu                | Château de Saint-Laurent-les-Tours             | Saint-Laurent-les-Tours          | Classé MH (1889, 1988) · Notice no PA00095244                                                                   | XIIIe et XVe siècles, XIXe et XXe siècles         | 44° 51′ 55″ N, 1° 53′ 39″ E |              |
|                                                | Château de Saint-Privat                        | Flaugnac                         | |                                                   |                             |              |
|                                                | Château de Saint-Sulpice                       | Saint-Sulpice                    | |                                                   |                             |              |
|                                                | Château de Saint-Thamar                        | Terrou                           | |                                                   |                             |              |
|                                                | Tour de Sagnes                                 | Cardaillac                       | |                                                   |                             |              |
| Renaissance                                    | Château de Sarrazac                            | Saint-Michel-de-Bannières        | Notice no IA46100783                                                                                            | Moyen Âge, XVIe siècle                            | 44° 58′ 47″ N, 1° 42′ 06″ E |              |
|                                                | Tour-moulin de Ségadènes                       | Soturac                          | |                                                   |                             |              |
|                                                | Château de Sousceyrac                          | Sousceyrac                       | | disparu                                           |                             |              |
|                                                | Tour de Teyssieu                               | Teyssieu                         | |                                                   |                             |              |
|                                                | Château de Thégra                              | Thégra                           | |                                                   |                             |              |
|                                                | Château du Théron                              | Prayssac                         | Inscrit MH (1973) · Notice no PA00095183                                                                        |                                                   |                             |              |
|                                                | Château des Tours-Saint-Laurent                | Saint-Laurent-les-Tours          | |                                                   |                             |              |
|                                                | Tour de Trébaïx                                | Villesèque                       | |                                                   |                             |              |
|                                                | Château de la Treyne                           | Lacave                           | |                                                   |                             |              |
| Renaissance                                    | Château de La Tulle                            | Strenquels (La Tulle)            | Notice no IA46100759                                                                                            | XVIe et XIXe siècles                              | 44° 59′ 07″ N, 1° 37′ 36″ E |              |
|                                                | Château de Vaillac                             | Vaillac                          | |                                                   |                             |              |
|                                                | Château de Ventalays                           | Montcuq                          | |                                                   |                             |              |
|                                                | Château du Viguier du Roy                      | Figeac                           | |                                                   |                             |              |

Le département du Lot recèle environ 500 demeures de type château. (ref ?)